# An–132
Az An–132 ukrán teherszállító repülőgép, amelyet az Antonov vállalat fejlesztett szaudi finanszírozás mellett 2015-től. Az An–32-es továbbfejlesztett, jelentősen modernizált változata. A prototípus 2017 márciusában repült először. A gépek sorozatgyártását az eredeti tervek szerint Szaud-Arábiában a Taqnia Aeronautics repülőgépgyár végezte volna. A szaudi fél azonban 2019 áprilisában kilépett az együttműködésből, ezért az Antonov a gép fejlesztési munkáit felfüggesztette. Ez az első olyan ukrán repülőgép, amely teljes egészében orosz berendezések és részegységek felhasználása nélkül készült.
Az egyetlen prototípus a 2022. február-márciusban a hosztmolei repülőtérnél vívott orosz–ukrán harcokban megsérült.